# Phản ứng trao đổi
Phản ứng trao đổi là một loại phản ứng hoá học, trong đó, hai hợp chất tham gia trao đổi cho nhau thành phần cấu tạo của nó mà không làm thay đổi chỉ số oxi hoá. Từ sự trao đổi này, chúng hình thành nên những chất mới của phương trình phản ứng.
Có thể phân loại phản ứng trao đổi theo thành phần các chất tham gia phản ứng của phương trình tham gia.

## Phản ứng giữa axit và bazơ
Là phản ứng giữa một axit và một bazơ để tạo ra muối và nước.
- Phản ứng tổng quát:

Axit + Bazơ → Muối + Nước
- Ví dụ:

HCl + NaOH → NaCl + H2O
H2SO4 + 2KOH → K2SO4 + 2H2O

## Phản ứng giữa axit và muối
- Phản ứng tổng quát:

Axit + Muối → Axit (mới) + Muối (mới)
Axit mạnh + Muối tan → Axit mới + Muối (mới)
- Điều kiện phản ứng:

Các chất tạo thành phải có ít nhất một chất kết tủa hoặc dễ bay hơi hay dễ phân huỷ hoặc yếu hơn so với chất tham gia (đối với axit).
Axit (mới) có thể mạnh hơn axit cũ nếu muối (mới) là: CuS, HgS, Ag2S, PbS và CdS.
Ví dụ:
H2SO4 + BaCl2 → BaSO4 (kết tủa) + 2HCl
2HNO3 + K2S → 2KNO3 +  H2S (bay hơi)
6HCl + Cu3(PO4)2 → 3CuCl2 + 2H3PO4 (yếu hơn HCl)
Ba(NO3)2  + H2SO4 → BaSO4↓ + 2HNO3
CuSO4 + H2S → CuS↓ + H2SO4

## Phản ứng giữa bazơ và muối
- Phản ứng tổng quát:

Bazơ + Muối → Bazơ (mới) + Muối (mới)
- Thoả mãn cả hai điều kiện sau:

+ Sản phẩm tham gia phải tan (ở dạng dung dịch).
+ Một trong hai sản phẩm có kết tủa hoặc bay hơi hoặc hai chất kết tủa.
- Ví dụ:

2NaOH + CuSO4 → Na2SO4 + Cu(OH)2 (kết tủa)
Ba(OH)2 + Na2SO4 → BaSO4 (kết tủa) + 2NaOH

## Phản ứng giữa các muối với nhau
- Phản ứng tổng quát:

Muối + Muối → Muối (mới) + Muối (mới)
- Thỏa mãn cả hai điều kiện sau:

+ Hai muối tham gia phản ứng đều tan.
+ Sản phẩm có chất kết tủa hoặc có chất khí bay hơi.
- Ví dụ:

BaCl2 + CuSO4 → BaSO4 (kết tủa) + CuCl2
2AgNO3 + CuCl2 → 2AgCl (kết tủa) + Cu(NO3)2
BaS + Na2CO3 → BaCO3 (kết tủa) + Na2S